# Primeiro Consistório Ordinário Público de 1882

## Cardeais Eleitores
| Nº                  | País                 | Nome                            | Idade              | Cargo                | Título ou Diaconia                                   |
| Cardeais eleitores  | Cardeais eleitores   | Cardeais eleitores              | Cardeais eleitores | Cardeais eleitores   | Cardeais eleitores                                   |
| ------------------- | -------------------- | ------------------------------- | ------------------ | -------------------- | ---------------------------------------------------- |
| 1                   | Itália               | Domenico Agostini               | 56                 | Patriarca de Veneza  | Cardeal-presbítero de Santo Eusébio                  |
| 2                   | França               | Charles Lavigerie, M.Afr.       | 56                 | Arcebispo de Argel   | Cardeal-presbítero de Santa Inês Fora das Muralhas   |
| 3                   | Espanha              | Joaquín Lluch y Garriga, O.C.D. | 66                 | Arcebispo de Sevilha | Cardeal-presbítero                                   |
| 4                   | República da Irlanda | Edward MacCabe                  | 66                 | Arcebispo de Dublin  | Cardeal-presbítero de Santa Sabina                   |
| 5                   | Itália               | Angelo Jacobini                 | 56                 |                      | Cardeal-diácono de Santo Eustáquio                   |
| Revelado In Pectore |                      |                                 |                    |                      |                                                      |
| 6                   | Itália               | Francesco Ricci Paracciani      | 51                 |                      | Cardeal-diácono de Santa Maria em Portico Campitelli |
| 7                   | Itália               | Pietro Lasagni                  | 67                 |                      | Cardeal-diácono de Santa Maria da Scala              |

## Link Externo
- «Catholic Hierarchy» (em inglês)